# Seo Kang-joon
Seo Kang-joon (hangul: 서강준), es un actor, modelo y cantante surcoreano.

## Biografía
Estudió en la Universidad Dong Seoul College.
Es buen amigo de sus compañeros de "5urprise", así como del actor Park Min-woo, también es amigo de los cantantes Hwang Chansung y Sandeul, los actores Song Jae-rim y Park Joon-hyung, y la comediante Lee Guk-joo.
En noviembre de 2021 se anunció que iniciaría su servicio militar obligatorio el 23 de noviembre del mismo año.

## Carrera
El 8 de abril de 2020 se anunció que se había unido a la agencia Man of Creation (M.O.C). Previamente fue miembro de la agencia Fantagio, hasta el 31 de marzo del 2020, después de que decidiera no renovar su contrato con ellos.
Del 2013 hasta el 31 de marzo del 2020 formó parte del grupo "5urprise" junto a Gong Myung, Yoo Il, Kang Tae-oh y Lee Tae-hwan.
Ha participado en varias sesiones fotográficas para "GQ", "Elle", "Marie Claire", "BAZAAR China", "CéCi", "Grazia", "ONE Magazine Korea", "High Cut", "NIX", "1st Look", "Oh Boy!", "The Celebrity", "InStyle", "Big Issue", "ALLETS", entre otros...
En mayo del 2014 se unió al reparto del programa Roommate, donde fue miembro hasta el final del programa en abril del 2015.
En enero del 2015 apareció por primera vez como invitado en el exitoso programa de televisión surcoreano Running Man (también conocida como "Leonning maen") donde formó equipo junto a Lee Kwang-soo, Hong Jong-hyun, Choi Tae-joon, Nam Joo-hyuk y Seo Ha-joon.Ese mismo año apareció en Entertainer como Lee Sang-won, un amigo de Kyle.
En 2016 se unió al elenco principal de la serie Entourage (también conocida como "Antooraji") donde dio vida a Cha Young-bin, una atractiva superestrella en ascenso que a pesar de su fama tiene delirios de grandeza artística, hasta el final de la serie ese mismo año. Ese mismo año se unió al elenco de la miniserie Cheese in the Trap donde interpretó a Baek In-ho, un talentoso pianista que es adoptado por la familia adinerada de Yoo Jung (Park Hae-jin).
El 4 de marzo del mismo año participó en el programa Law of the Jungle en Tonga donde participó junto a Seolhyun, Chansung, Lee Hoon, Jota, Sungjong, Hong Yoon-hwa, Jeon Hye-bin y Sandeul, hasta el 29 de abril de 2016.
En enero de 2018 se anunció que se había unido al elenco principal de la nueva miniserie Are You Human Too? donde dio vida a Nam-shin y al robot Nam-Shin III. Una científica rica es obligada a separarse de su hijo. Por el dolor de la separación, crea al robot "Namshin-I" y vive junto a él durante 20 años. Luego de estar envuelto en un intento de asesinato, Nam Shin queda en coma.  Así deciden usar al robot "Nam Shin III" para que ocupe temporalmente el lugar de su hijo mientras él se recupera, del 4 de junio del mismo año hasta el final de la serie el 7 de agosto del mismo año.
En febrero del mismo año se anunció que se había unido al elenco principal de la nueva serie basada en un webtoon Something About Us (también conocida como "Our Relationship is...s") donde interpretará al encantador estudiante Han Woo-jin.El 28 de septiembre del mismo año se unió al elenco principal de la serie The Third Charm donde dio vida a On Joon-young, un planificador meticuloso y cuidadoso que nunca se desvía de sus rutinas perfectamente programadas, hasta el final de la serie el 17 de noviembre del mismo año. A mediados del mismo mes se anunció que había sido elegido como el nuevo rostro del parque acuático "High1 Water World".
El 6 de julio de 2019 se unió elenco principal de la serie Watcher donde dio vida al cálido y cariñoso Kim Young-goon, un oficial de patrulla que actúa frío y distante en su trabajo y que termina uniéndose al equipo anti-corrupción para encontrar la verdad sobre un seceso de su pasado, hasta el final de la serie el 25 de agosto del mismo año.
El 24 de febrero del 2020 se unió al elenco principal de la serie I'll Go To You When The Weather Is Nice (también conocida como "I'll Come By When The Weather's Good"), donde interpretó a Im Eun-seob, el dueño de una pequeña librería y que es directo sobre sus sentimientos, que vive una vida simple la cual cambia cuando conoce a Hae Won (Park Min-young), hasta el final de la serie el 21 de abril del mismo año.
El 16 de febrero de 2022 se unió al elenco principal de la serie Grid donde da vida a Kim Sae-ha.

## Filmografía

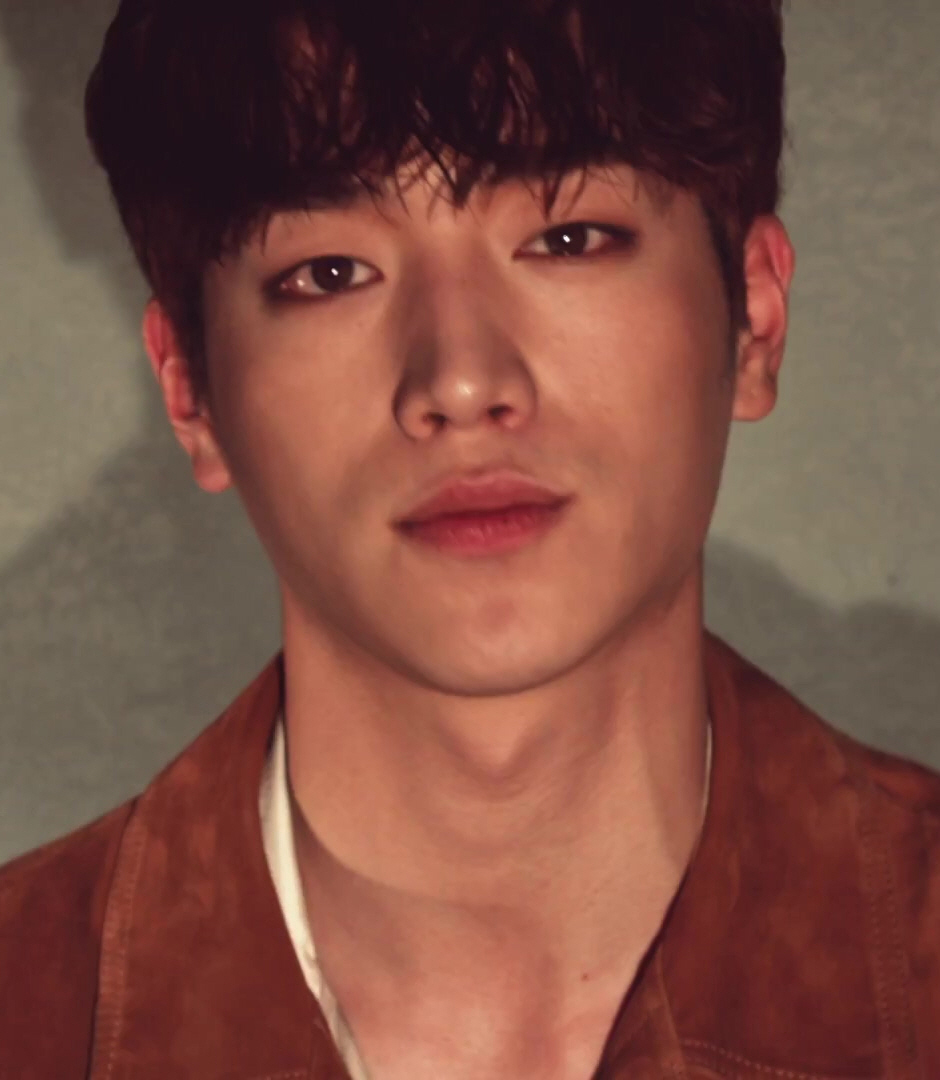
Kang-joon en diciembre del 2015.

### Películas
| Año  | Título            | Personaje   | Notas | Ref.                 |
| ---- | ----------------- | ----------- | --- | -------------------- |
| 2014 | My Love, My Bride | Joon-soo    | junto a Jo Jung Suk, Shin Min-a, Seong-woo Bae, Gyu-pil Go, Jeong-min Hwang, Mu-song Jeon y Sang-hee Lee |                      |
| 2015 | The Beauty Inside | Kim Woo-jin | junto a Han Hyo-joo, Moon Sook y Lee Geung-young                                                         |                      |
| 2015 | Summer Snow       | Woo-jin     | - |                      |
| 2021 | Happy New Year    | Lee Kang    | junto a Lee Dong-wook, Han Ji-min, Kang Ha-neul, Yoona, Won Jin-ah y Lee Kwang-soo                       | [ 48 ] [ 49 ] [ 50 ] |

### Series de televisión
| Año  | Título                                  | Personaje                        | Cadena       | Notas                      | Ref.                 |
| ---- | --------------------------------------- | -------------------------------- | ------------ | -------------------------- | -------------------- |
| 2012 | To the Beautiful You                    | Estudiante                       | SBS          | 2 episodios                |                      |
| 2013 | Good Doctor                             | Estudiante                       | KBS          | Aparición especial, ep. 12 |                      |
| 2013 | The Suspicious Housekeeper              | Choi Soo-hyuk                    | SBS          | 12 episodios               |                      |
| 2013 | Drama Festival                          | Yoon-ha                          | MBC          | Ep. 9 "The Murder"         |                      |
| 2014 | Cunning Single Lady                     | Gook Seung-hyun                  | MBC          | 12 episodios               |                      |
| 2014 | What Happens to My Family?              | Yoon Eun-ho                      | KBS2         | 53 episodios               |                      |
| 2015 | Hwajung                                 | Hong Joo-won                     | MBC          | 50 episodios               |                      |
| 2016 | Cheese in the Trap                      | Baek In-ho                       | tvN          | 16 episodios               |                      |
| 2016 | Entertainer                             | Lee Sang-won                     | SBS          | Aparición especial         |                      |
| 2016 | Entourage                               | Cha Young-bin                    | tvN          | 16 episodios               |                      |
| 2018 | Are You Human Too?                      | Nam Shin / Androide Nam Shin III | KBS2         | 36 episodios               |                      |
| 2018 | The Third Charm                         | On Joon-young                    | JTBC         | 16 episodios               |                      |
| 2019 | Watcher                                 | Kim Young-goon                   | OCN          | 16 episodios               |                      |
| 2020 | I'll Go To You When The Weather Is Nice | Im Eun-seob                      | JTBC         | 16 episodios               |                      |
| 2022 | Something About Us                      | Han Woo-jin                      | tvN D STUDIO | -                          |                      |
| 2022 | Grid                                    | Kim Sae-ha                       | Disney+      | -                          | [ 51 ]               |
| 2025 | Undercover High School                  | Jung Hae-sung                    | MBC          | 12 episodios               | [ 52 ] [ 53 ] [ 54 ] |

### Series web
| Año  | Título                   | Personaje                        | Cadena       | Notas        |
| ---- | ------------------------ | -------------------------------- | ------------ | ------------ |
| 2012 | After School Luck or Not | Seo Kang Joon ("El carismático") | Nate TV      | 12 episodios |
| 2014 | The Best Tomorrow        | Choi Go                          | Naver TV     | -            |
| 2015 | To Be Continued          | Hermano de Ah-rin                | Naver TV     | 5 episodios  |
| 2017 | Idol Fever               | Hermano de Do Yeon               | Naver TV     | -            |
| 2021 | Love Refresh             | Seo Nam-joo                      | tvN D STUDIO | 3 episodios  |

### Programas de variedades
| Año         | Programa                     | Notas                                                           | Ref.                 |
| ----------- | ---------------------------- | --------------------------------------------------------------- | -------------------- |
| 2014        | Happy Together               | Ep. # 366 - invitado                                            |                      |
| 2014 - 2015 | Roommate                     | miembro                                                         |                      |
| 2014, 2017  | We Got Married               | 5 episodios - aparición especial - junto a Kang Tae-oh y Yoo Il |                      |
| 2015        | Dating Alone                 | Ep. # 9-10 - invitado                                           | [ 55 ]               |
| 2015        | Match Made in Heaven Returns | Ep. # 4-5 - invitado                                            | [ 56 ]               |
| 2015        | Taste of Others              | Ep. # 4 - invitado                                              |                      |
| 2015        | Running Man                  | Ep. # 230 - participante                                        | [ 57 ]               |
| 2016        | I Live Alone                 | invitado                                                        | [ 58 ]               |
| 2016        | Radio Star                   | Ep. # 481 - invitado                                            |                      |
| 2016        | Law of the Jungle in Tonga   | Ep. # 203-211 - miembro                                         | [ 59 ] [ 60 ] [ 61 ] |
| 2016        | The Return of Superman       | Ep. # 162 - Invitado                                            | [ 62 ] [ 63 ] [ 64 ] |
| 2018        | Busted!                      | Ep. 4 - invitado - junto a 5urprise                             | [ 65 ] [ 66 ]        |

### Presentador
| Año  | Evento                   | Notas                    | Ref.   |
| ---- | ------------------------ | ------------------------ | ------ |
| 2018 | 54th Baeksang Arts Award | junto a Gong Seung-yeon  | [ 67 ] |
| 2020 | 34th Golden Disc Awards  | presentador de categoría | [ 68 ] |

### Anuncios publicitarios
| Año  | Anuncios                     | Notas                       | Ref.   |
| ---- | ---------------------------- | --------------------------- | ------ |
| 2014 | Timbuk2                      | apareció en el comercial    |        |
| 2015 | Goobne Chicken Advertisement | apareció junto a Kang So-ra | [ 69 ] |
| 2016 | Real Estate Apps - "Zigbang" | apareció junto a Seolhyun   | [ 70 ] |
| 2018 | Ragnarok M Eternal Love'     | apareció junto a Yoona      |        |
| 2018 | High1 Water World            | parque acuático             |        |
| 2021 | Dentiste                     | -                           | [ 71 ] |

### Videos musicales
| Año  | Grupo/Artista   | Canción                           | Notas                                                      | Ref.          |
| ---- | --------------- | --------------------------------- | ---------------------------------------------------------- | ------------- |
| 2013 | Hello Venus     | "Do You Want Some Tea?"           |                                                            | [ 72 ]        |
| 2014 | Ailee & 2LSON   | "Re;code Episode 5 - I'm in Love" |                                                            |               |
| 2014 | 5urprise        | "From My Heart"                   | junto a Kim Sae-ron                                        | [ 73 ]        |
| 2017 | Hello Venus     | "Mysterious"                      | junto a Cha Eun-woo                                        |               |
| 2020 | Jung Seung-hwan | "Walking Along The Moon"          | (parte de la campaña de "Dentiste") - junto a Hong Ji-yoon | [ 74 ] [ 75 ] |

## Premios y nominaciones
| Año  | Premiación                                   | Categoría                                       | Trabajo nominado           | Resultado | Ref.   |
| ---- | -------------------------------------------- | ----------------------------------------------- | -------------------------- | --------- | ------ |
| 2014 | 7th Korea Drama Awards                       | Mejor Actor Revelación                          | Cunning Single Lady        | Ganador   | [ 76 ] |
| 2014 | 16th Seoul International Youth Film Festival | Mejor Actor Revelación                          | Cunning Single Lady        | Nominado  |        |
| 2014 | MBC Drama Awards                             | Mejor Actor Revelación                          | Cunning Single Lady        | Nominado  |        |
| 2014 | KBS Drama Awards                             | Mejor Actor Revelación                          | What Happens to My Family? | Nominado  |        |
| 2014 | SBS Entertainment Awards                     | Mejor Rookie Masculino (Categoría Variedad)     | Roommate                   | Nominado  |        |
| 2015 | 8th Korea Drama Awards                       | Premio Excelencia (Categoría Actor)             | Splendid Politics          | Nominado  |        |
| 2015 | 8th Korea Drama Awards                       | Premio Hot Star                                 | Splendid Politics          | Ganador   |        |
| 2016 | SBS Entertainment Awards                     | Mejor Pareja - Fraternidad (junto a Jota)       | Law of the Jungle in Tonga | Nominado  |        |
| 2016 | tvN10 Awards                                 | Premio Made in tvN, Actor en Drama              | Cheese in the Trap         | Nominado  |        |
| 2016 | Asia Artist Awards                           | Mejor Personalidad de TV                        | Cheese in the Trap         | Ganador   | [ 77 ] |
| 2017 | Asia Artist Awards                           | Mejor Ícono                                     | Seo Kang-joon              | Ganador   | [ 78 ] |
| 2018 | 11th Korea Drama Awards                      | Premio Excelencia (Categoría Actor)             | Are You Human Too?         | Nominado  | [ 79 ] |
| 2018 | KBS Drama Award                              | Mejor Actor (Categoría Drama de Longitud Media) | Are You Human Too?         | Ganador   | [ 80 ] |
| 2018 | KBS Drama Award                              | Mejor Pareja (junto a Gong Seung-yeon)          | Are You Human Too?         | Ganador   | [ 80 ] |